# Rajoleria Caselles
Rajoleria Caselles és una obra de Porqueres (Pla de l'Estany) inclosa a l'Inventari del Patrimoni Arquitectònic de Catalunya.

## Descripció
Edifici cobert de vegetació. Les restes que queden del forn és la façana de mur paredat amb boca en arc amb esplandit de maó pla i frontal amb obertura rectangular.